# Oerlikon Balzers
Oerlikon balzers coating est une filiale du groupe industriel suisse Oerlikon. L'entreprise est spécialisée dans le dépôt de revêtement sur des pièces mécaniques subissant de fortes contraintes notamment mécaniques et thermiques. 
Balzers est une entreprise datant de 1978 et originaire du Liechtenstein.Implantée dans de nombreux pays, Allemagne et États-Unis principalement, mais aussi France, Grande-Bretagne, Espagne, Italie et plus récemment Chine, Brésil ainsi que d'autres pays en développement. Elle appartient à une société suisse de mécanique: Oerlikon.
Son revêtement phare, la balinit (marque déposée) déclinée en plusieurs modèles, est une couche très fine (de l'ordre du micromètre) composée pour certaines versions de titane, de chrome, d'aluminium. Une pièce revêtue d'une telle couche possède une dureté extrême (jusqu'à 8000 en micro-dureté selon la méthode Vickers (pointe en diamant)) ou un coefficient de frottement avec l'acier à Sec très faible (de l'ordre de 0,1 à 0,5). L'expertise de l'entreprise ne s'applique pas tant dans les couches et leur composition chimique, mais surtout dans les machines permettant le dépôt de revêtements d'une telle qualité.
En effet l'entreprise Balzers fabrique elle-même les différentes machines permettant le dépôt. Il existe peu de concurrents dans de tels domaines, car une fois l'avance technique acquise, il est difficile de rattraper cette avance avec peu de moyens (stratégie Velux, c'est-à-dire que l’on utilise son avance technique, des prix non abusifs et le coût du ticket d’entrée dans le secteur étant élevé (fort investissement et machines spécifiques coûteuse), cela permettant de garder les concurrents potentiels à distance). C'est pourquoi l'entreprise continue à sortir de nouveaux revêtements ayant toujours des qualités supérieures aux précédents. Cette stratégie d'innovation s'effectue malgré un leadership qui pourrait la laisser s'endormir.
Les principaux clients sont surtout les grands acteurs de la mécanique, des outils et des biens d'équipements. On pourra notamment citer les fabricants d'automobiles (VW), les moulistes, certains sous-traitants d'EADS, certains fabricants de matériel médical ou encore d'emballages alimentaires.

## Historique
1946 	Fondation de l'industrie par le professeur Max Auwärter avec le soutien du prince Franz Josef II et de l'industriel suisse Emil Georg Bührle. Il veut rendre utilisable à l'échelle industrielle la technologie de couche mince, méconnue à l'époque, afin d'améliorer les propriétés mécaniques de pièces mécaniques.
1974 	Oerlikon Balzers Coating décide de développer des revêtements PVD de couleur or et anti-rayures, destinés à l'industrie horlogère.
1978 	Le 1er septembre, le feu vert est donné officiellement pour le développement et la commercialisation sur le marché de BALINIT A, premier revêtement dur PVD destiné aux outils.
1984 	Premiers centres de revêtement en Allemagne, en Espagne et aux USA.
1986 	Premier centre de revêtement en France.
1996 	Les nouveaux revêtements TiAlN BALINIT FUTURA et BALINIT X.TREME rendent possible l'usinage des métaux durs et l'usinage à sec.
Premiers centres de revêtement en Corée et en Suisse.
2000 	Revêtement BALINIT des composants destinés à la première voiture 3 litres produite en série (VW Lupo 3L TDI).
2001 	Introduction de BALINIT FUTURA NANO, le premier revêtement avec une nanostructure.
2006   	Poursuite du développement en Asie. Balzers devient officiellement Oerlikon Balzers Coating

## Chiffres
L'entreprise emploie près de 2 500 personnes dans le monde pour un chiffre d'affaires de 392 millions de francs suisses soit 247 millions d'euros. Le résultat net avant impôt et intérêts est de 47 millions de francs suisses soit quasiment 30 millions d'euros. Ce qui représente une marge de plus de 10 %. 